# كلود جوليان (صحفي)
كلود جوليان (بالفرنسية: Claude Julien)‏ هو صحفي فرنسي، ولد في 17 مايو 1925 في Saint-Rome-de-Cernon ‏ في فرنسا، وتوفي في 5 مايو 2005 في Sauveterre-la-Lémance ‏ في فرنسا.